# Diademă

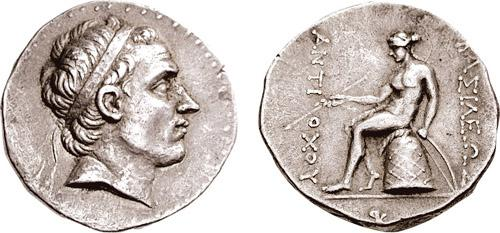
Monedă a lui Antioh al III-lea cel Mare al Imperiului Seleucid îl arată purtând o diademă; conține inscripția în limba greacă ΒΑΣΙΛΕΩΣ ΑΝΤΙΟΧΟΥ, a Regelui Antioh.

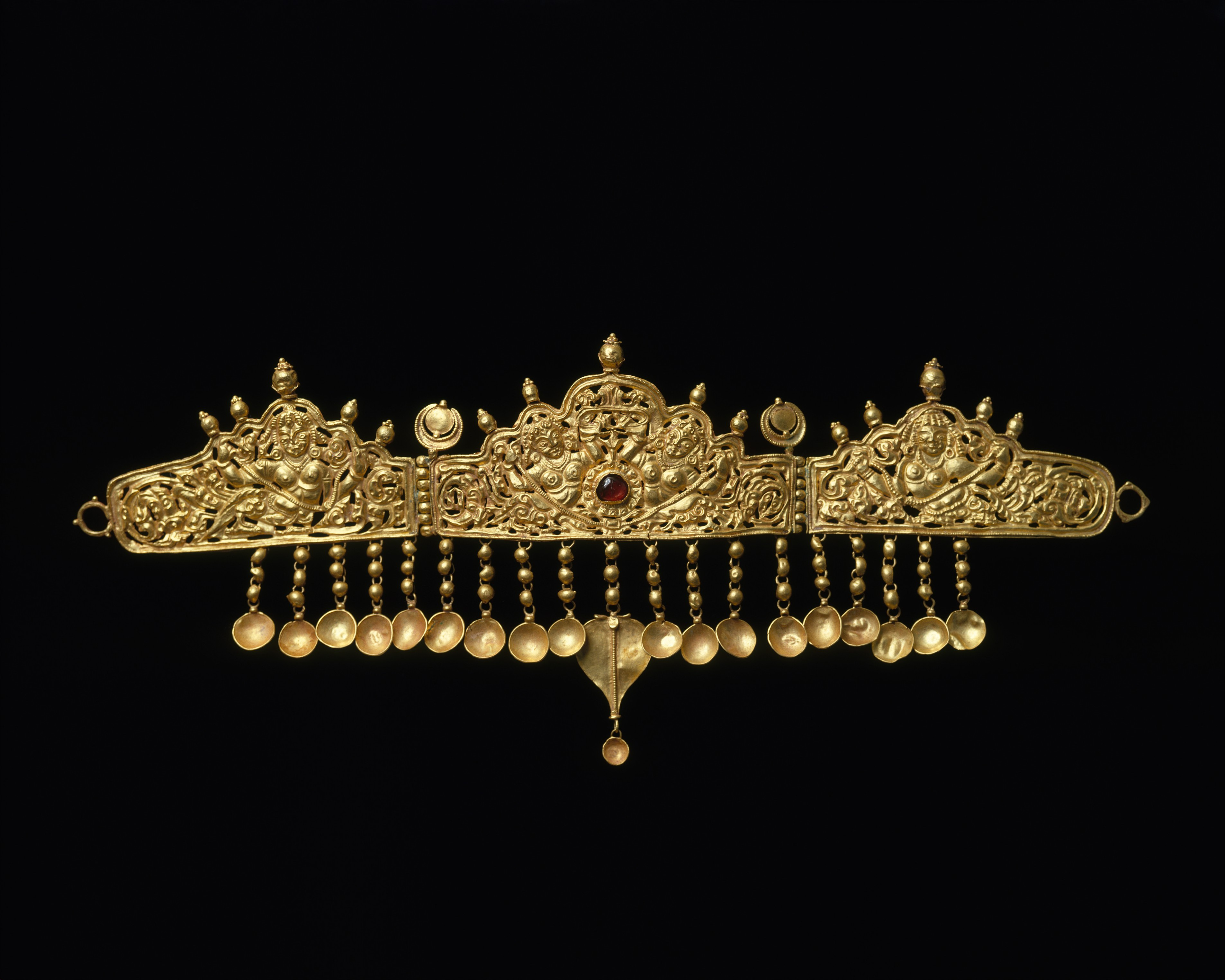
Diademă de aur din India Antică, sec. al IX-lea - al X-lea

O diademă este un tip de coroană, ce are forma specifică a unei cununi din metal prețios bătut cu pietre scumpe și este purtată de monarhi și de alte persoane de rang princiar ca un semn al regalității. Cuvântul provine din termenul grecesc διάδημα diádēma, „panglică”, din διαδέω diadéō, „am încins de jur împrejur”.
Termenul se referea inițial la o panglică de mătase albă brodată, care se încheia cu un nod și două benzi ce atârnau de multe ori peste umeri, pe care un rege o purta pe cap pentru a-i arăta autoritatea. Astfel de panglici au fost, de asemenea, folosite pentru a-i încorona pe sportivii victorioși în jocurile sportive importate ale antichității. Ea a fost înlocuită mai târziu cu o cunună metalică de formă circulară. De exemplu, coroana purtată de regina Juliana a Țărilor de Jos era o diademă. Se crede că vechii celți foloseau pe post de diademă o cunună semiovală subțire din aur pe care o denumeau mint (în irlandeza veche). Unele dintre cele mai vechi exemple ale acestui tip de coroană pot fi întâlnite în Egiptul antic, de la modele mai simple confecționate din materiale textile sau piele până la modelele metalice mai complexe, și în țările de la Marea Ege.
O diademă este, de asemenea, un obiect de podoabă în forma unei jumătăți de coroane, purtat de femei și plasat pe frunte (în acest sens poate fi numit și tiară). În unele societăți, ea poate fi o coroană purtată în jurul capului. Vechii perși purtau o tiară regală înaltă, înconjurată cu o diademă. Hera, regina zeilor greci, purta o coroana de aur numită diademă.
Prin extensie, „diadema” poate fi folosită în general ca un semn al puterii sau rangului regal. Însemnul de cap purtat de împărații romani, începând din vremea lui Dioclețian, este descris în sursele originale ca o diademă. Acesta a fost obiectul pe care generalul foederatus Odoacru l-a trimis împăratului Zenon (împărat al Imperiului Roman de Răsărit), după ce l-a alungat pe uzurpatorul Romulus Augustus de pe tronul imperial din Roma în anul 476 d.Hr.

## Galerie de imagini

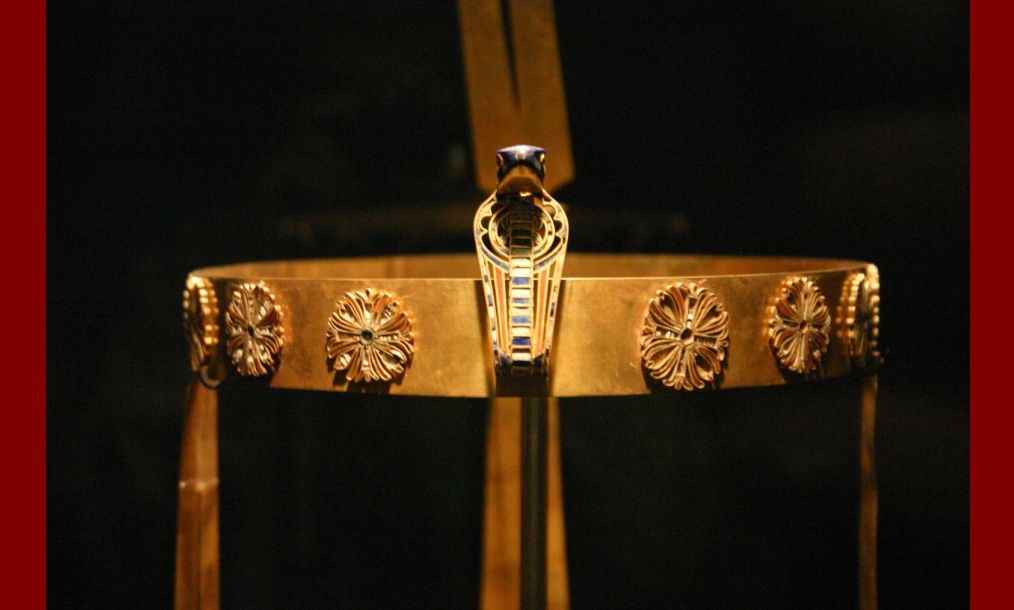
Diademă sau coroană a prințesei Sit-Hathor Yunet găsită în mormântul ei. Egiptul celei de-a XII-a dinastii. Secolul al XIX-lea î.Hr.
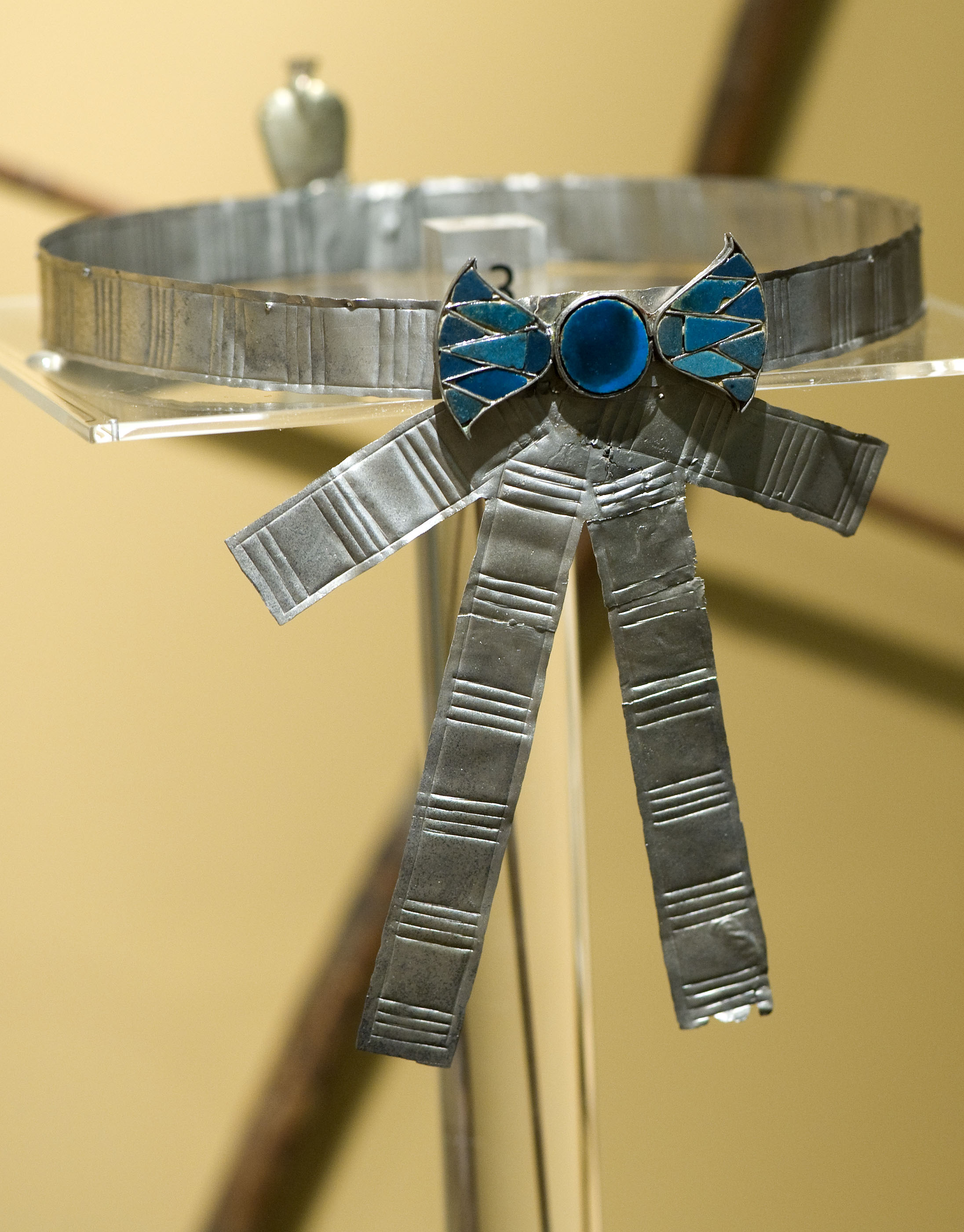
Diademă egipteană datând din perioada celei de-a XVII-a dinastii (Rijksmuseum van Oudheden)
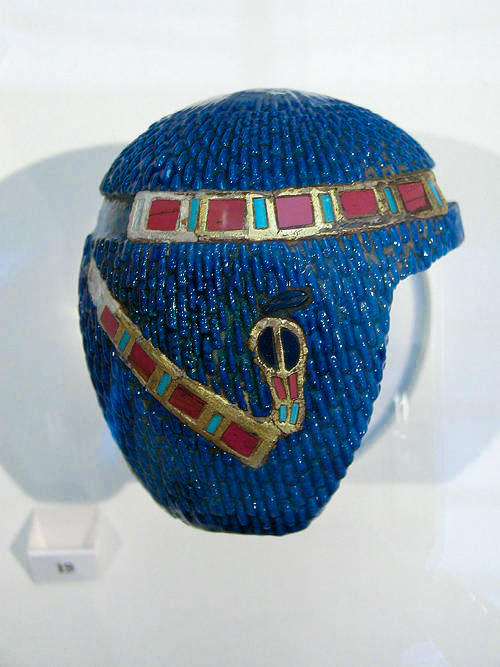
Perucă egipteană cu diademă datând din perioada celei de-a XIX-a dinastii (British Museum)
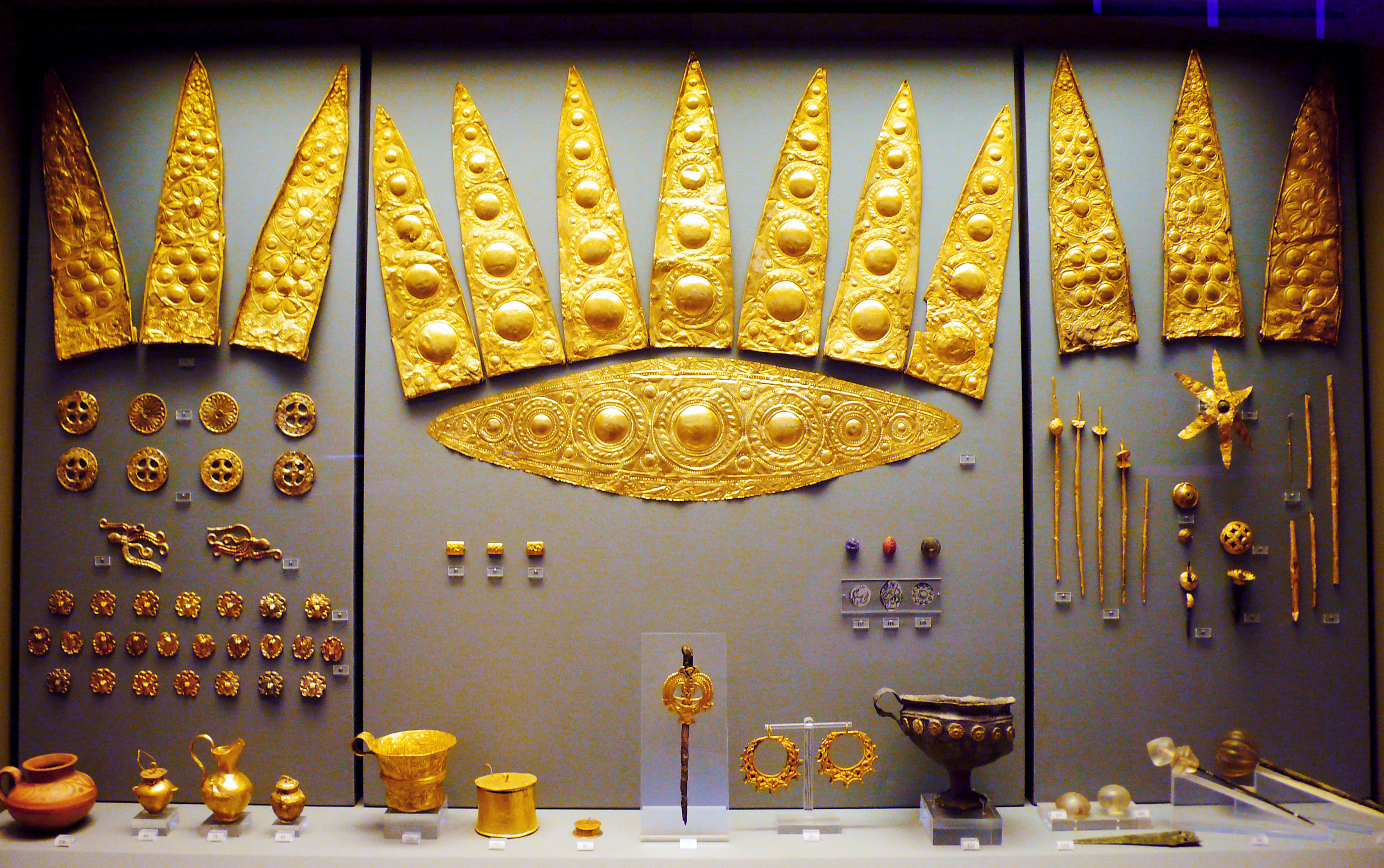
Diademă eliptică din Mycenae, Grecia (sec. al XVI-lea î.Hr.)
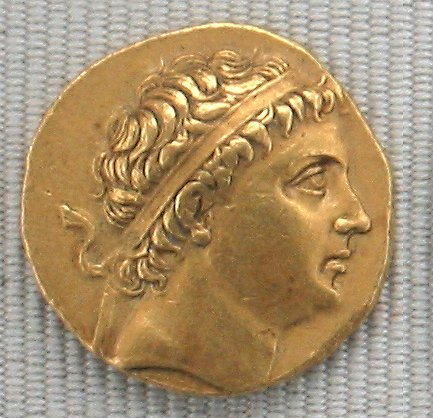
Diodotus din Bactria purtând o diademă sub forma unei panglici albe care era un simbol elenistic al regalității
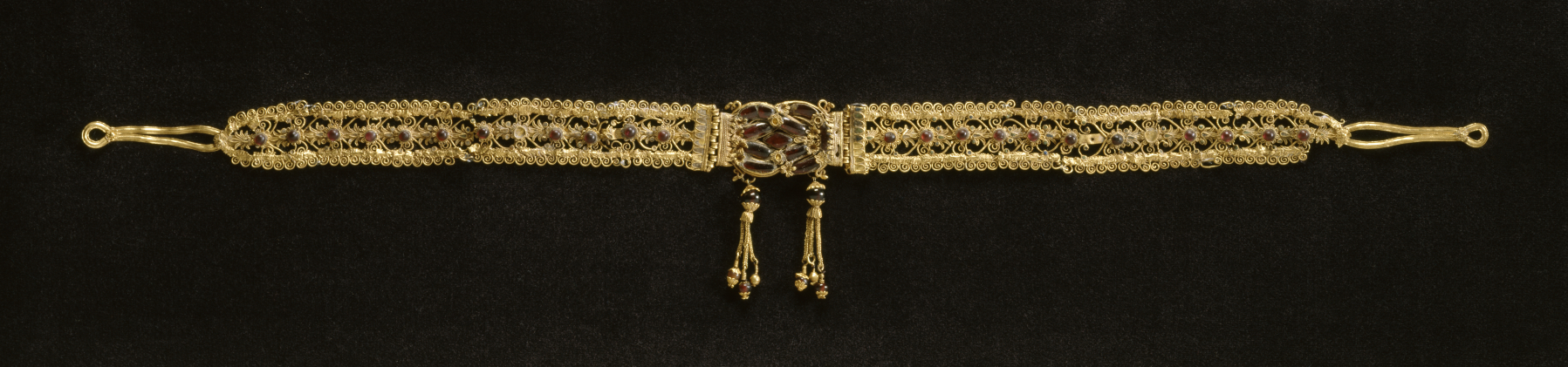
Elementul central al acestei diademe elenistice este un nod Herakles, cunoscut pentru puterile sale apotropice și pentru statutul său de simbol al fertilității. Muzeul de Artă Walters, cca. sec. al III-lea - al II-lea î.Hr.
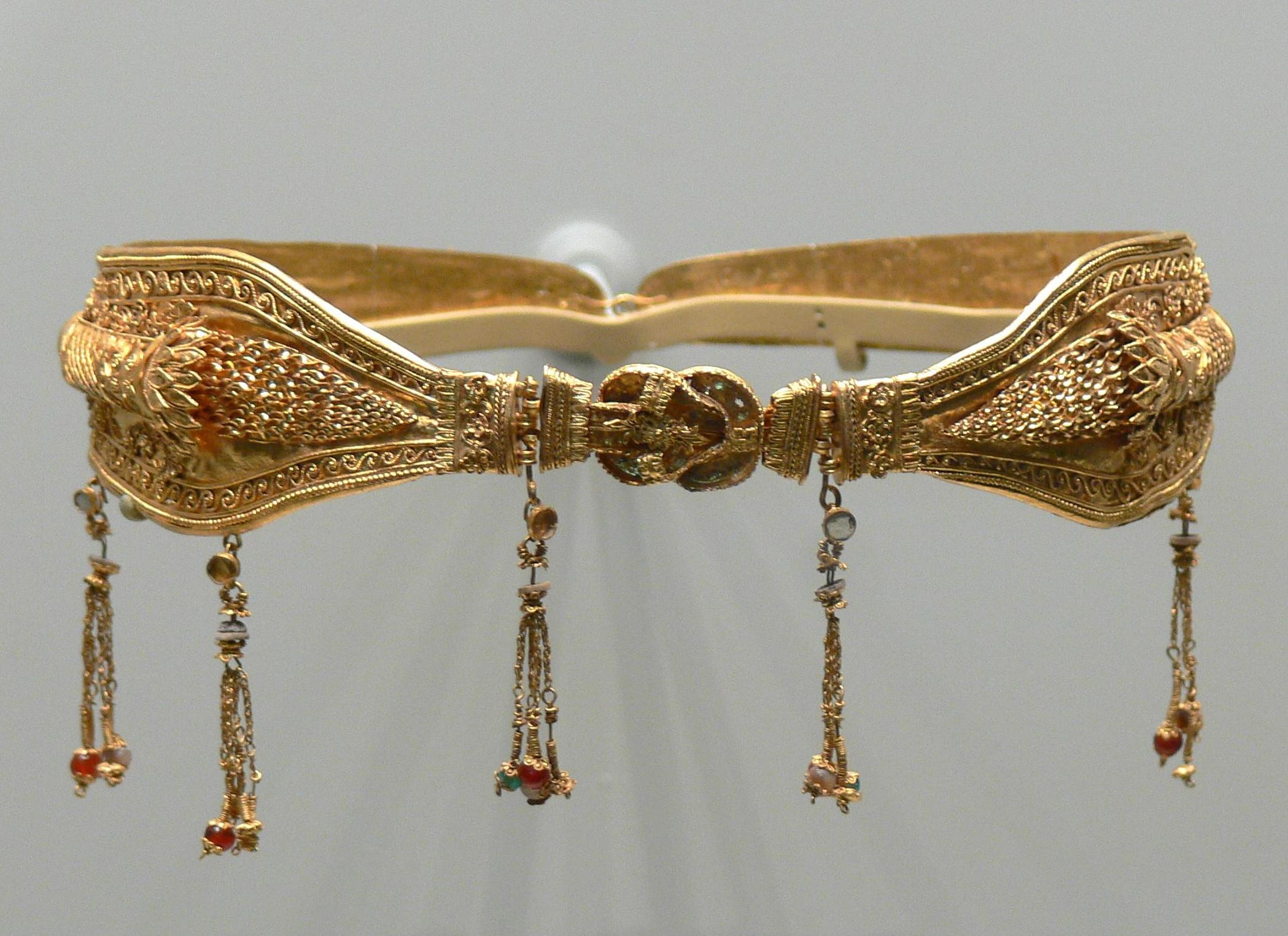
Diademă de aur grecească, confecționată probabil în Alexandria, Egipt, și aparținând unei femei aristocrate din dinastia Ptolemeilor (220–100 î.Hr.): clema are forma unui nod Herakles
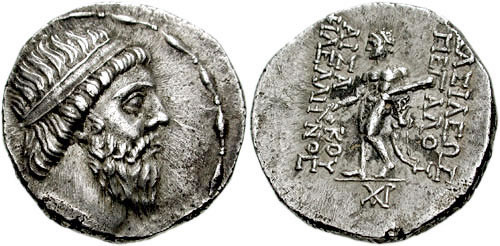
Drahmă a regelui Mitridate I al Parției, reprezentat purtând barbă și o diademă regală pe cap
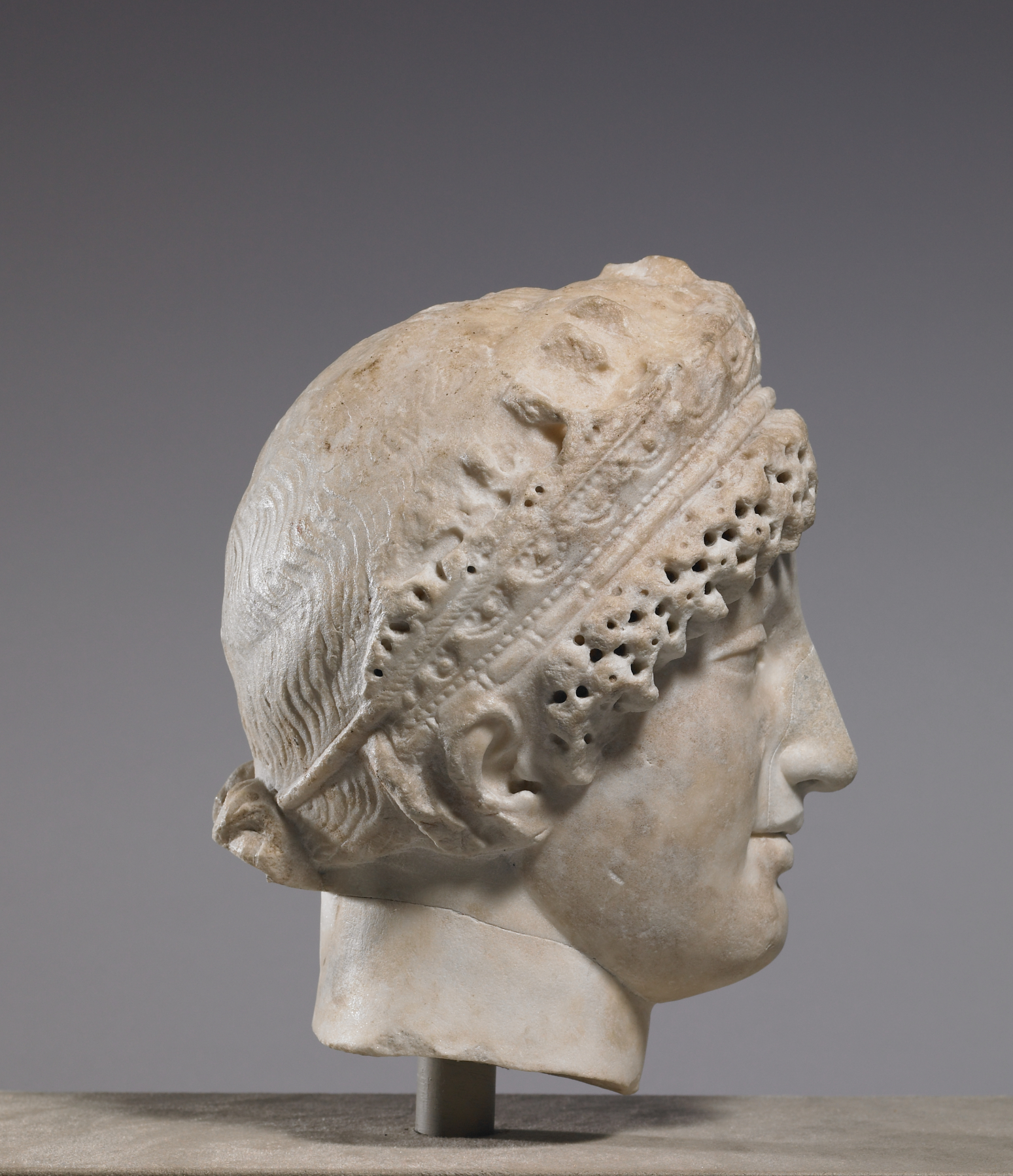
Bust al unei femei greco-romane purtând o diademă (100 î.Hr.-100 d.Hr.)
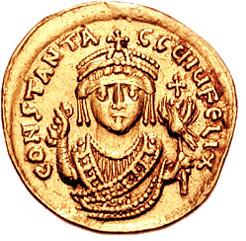
Diademă imperială purtată de împărații romani creștini începând din secolul al IV-lea
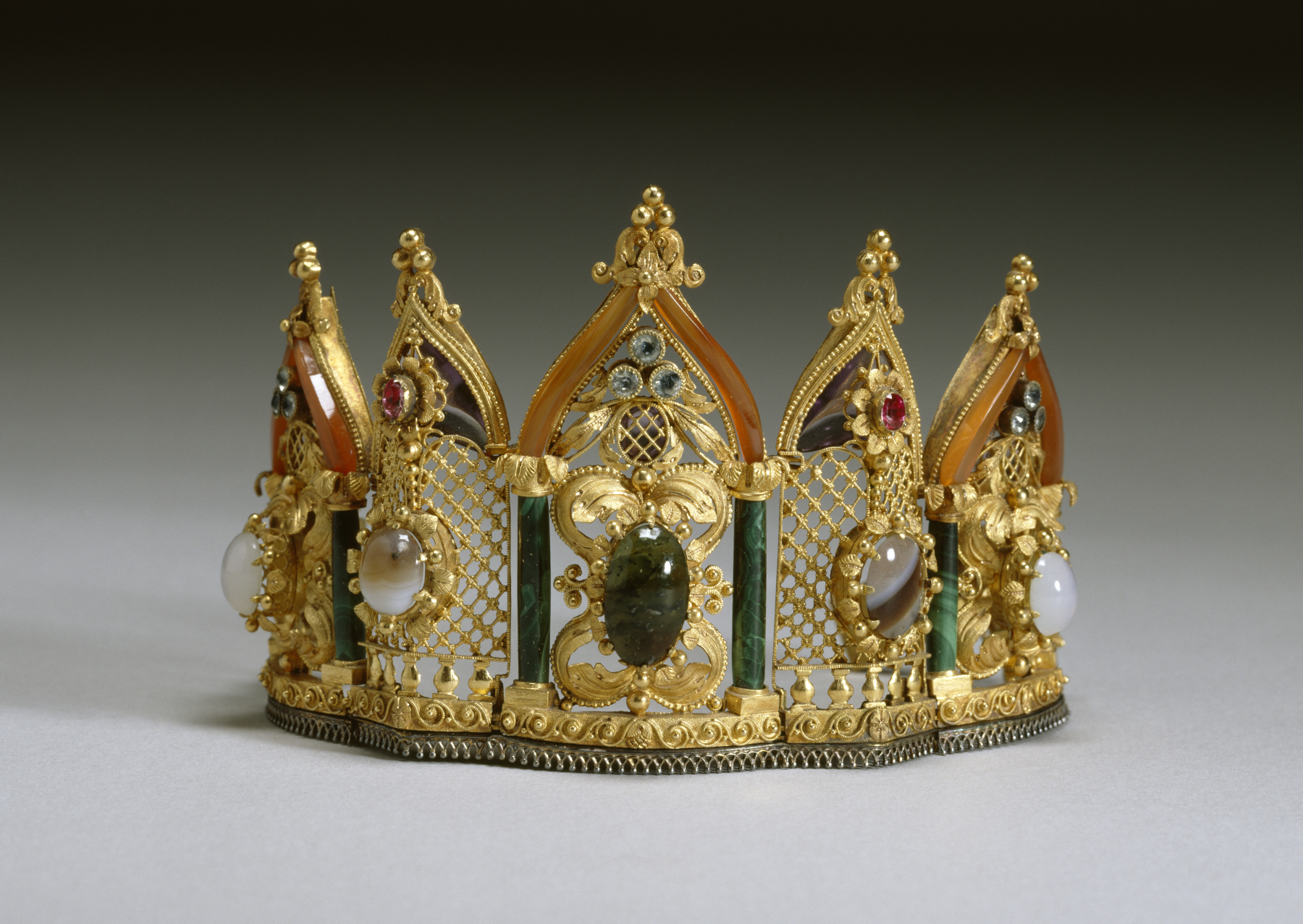
Brățară realizată dintr-o diademă cu adăugarea a două elemente foliate (cca 1870, Muzeul de Artă Walters)
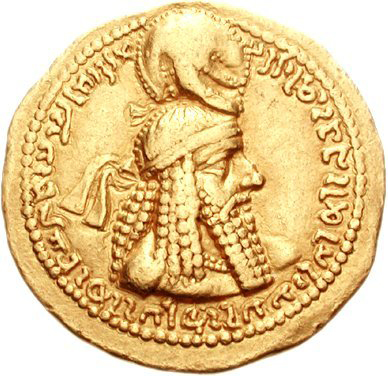
Ardashir I al Persiei Sassanide purtând o diademă foarte complexă